# 세상의 아침 (텔레비전 프로그램)
《세상의 아침》은 2001년 4월 30일부터 2001년 11월 3일까지 방송되었던 영어교육 프로그램이다.

## 같이 보기
- KBS 뉴스광장(KBS 1TV)
- MBC 아침뉴스(MBC)
- 생방송 모닝와이드(SBS)